# Prod’Homme
Die Firma Établissements Prod’Homme war ein französischer Hersteller von Automobilen.

## Unternehmensgeschichte
Das Unternehmen aus Porte d’Ivry begann 1907 mit der Produktion von Automobilen. Der Markenname lautete Prod’Homme. 1908 endete die Produktion.

## Fahrzeuge
Angeboten wurden Modelle mit Zweizylinder- und Vierzylindermotoren. Bei den Motoren handelte es sich um Gegenkolbenmotoren. Die Fahrzeuge ähnelten den damaligen Modellen von Gobron-Brillié.